# Clase Skoryy
La clase Skoryy fueron los primeros destructores construidos para la Armada Soviética desde el final de la Segunda Guerra Mundial. Setenta buques fueron construidos entre 1949 y 1953. La designación soviética para esta clase fue Proyecto 30bis.

## Diseño
Los buques fueron una derivación del Proyecto 30 (Clase Ognevoy, según clasificación OTAN), pero un poco más largos, una mejor navegabilidad y una mayor resistencia. Fueron construidos utilizando 101 módulos prefabricados para ser más rápidos en su fabricación. Las máquinas de propulsión y el armamento principal es esencialmente idéntico al utilizado en la clase Ognevoy pero las calderas utilizadas le dan mayor potencia.

### Modernizaciones
- Proyecto 30BA: 2 unidades (1967), Bessmennyy y Otchayannyy, instalación de nuevos sistemas de artillería, sensores y sistemas antisubmarinos.
- Proyecto 30BV: 2 unidades (1979-1980), Besposchadnyy y Solidny, reparaciones después de su servicio de la Marina de Egipto.
- Proyecto 30BK: 7 unidades, Bezzhalostnyy, Bezzavetnyy, Bespokoynyy, Boevoy, Vnezapnyy, Volevoy y Vyrazitielnyy, modernización al estándar Proyecto 30BA
- Proyecto 30T: 1 unidad (1963), Pylkiy
- Proyecto 31: 9 unidades,  Opasnyy, Stremitielnyy, Okhranyayuschiy, Bezboyaznennyy, Besshumnyy, Vladivostok, Vernyy, Vikhrevoy, Ognenny, modernización y revisión completa de sensores, directores de fuego y armamento antisubmarino. Le fueron eliminados los tubos lanzatorpedos.

Modernizaciones no realizadas
- Proyecto 30BR y 30BRL: instalación de misiles antibuque
- Proyecto 31P: como el 31BR/BRL pero sin equipo ESM
- Proyecto 34: buque de recogida de blancos aéreos
- Proyecto 60: instalación del misil antibuque SS-N-2 Styx
- Proyecto 1127: sin datos

## Buques
- Flota del Báltico - 16 buques, construidos en los astilleros Zhdanov de Leningrado, todos los nombres comienzan con la letra S
  - Smelyy
  - Soikij
  - Skoryy
  - Surovyy
  - Serdityy
  - Sposobnyy
  - Stremitielnyy
  - Sokrusitilnyy
  - Svobodny
  - Statny
  - Smetlivy
  - Smotriaschy
  - Sovershenny
  - Seriosny
  - Solidny
  - Stepeinny
  - Pylkiy

- Flota del Mar Negro - 18 buques, construidos en los astilleros de Nikolaev, todos los nombres comienzan con la letra B

- - Bditielny
  - Bezudierzhny
  - Buzhnyy
  - Bezupriechny
  - Besstrashnyy
  - Boyevoy
  - Bystryy
  - Burnyy
  - Besposchadnyy
  - Bezzhalostnyy
  - Bezzavitnyy
  - Besszumnyy
  - Bespokoynyy
  - Bezbojazniennyj
  - Biezotkazny
  - Bessmennyy
  - Bezukorizennyy

- Flota del Norte - 18 buques, construidos en los astilleros de Severodvinsk, todos los nombres comienzan con la letra O

- - Ognenny
  - Otchetlivyy
  - Ostryy
  - Otvetstvienny
  - Otmenny
  - Otryvistyy
  - Otrazhajuschiy
  - Otradnyy
  - Ozarennyy
  - Oberegazhuschiy
  - Ostorozhnyy
  - Okrylennyy
  - Otczazhannyy
  - Opasnyy
  - Otzyvchivyy
  - Ozhivliennyy
  - Ozhestoczenny
  - Ochranyazhuschiy

- Flota del Pacífico - 17 buques, construidos en los astilleros de Komsomolsk na Amure, todos los nombres comienzan con la letra V
  - Vstriechny
  - Veduszchi
  - Vazhny
  - Vspylchivyy
  - Velichavyy
  - Vertkiy
  - Vechny
  - Vichrevoy
  - Vidny
  - Vernyy
  - Vnematelny
  - Vnezapnyy
  - Vyrazitielny
  - Volievoy
  - Volny
  - Vkradcziviy
  - Vdumchiviy
  - Vrazumitivelny

## Exportaciones
Egipto: 6 unidades
- Al Nasser (911): exSolidny, volvió a la URSS en 1968.
- Al Zaffer (916): exSmetlivy), en 1978 se le instaló 2 lanzadores de misiles antibuque, dado de baja en 1985.
- Damietta: exBesposchadnyy, volvió a la URSS en 1968.
- Suez (888): exBurnyy, dado de baja en 1985.
- Al Nasser (666): exOtchayannyy, dado de baja en 1987.
- Damietta (906): exBessmennyy, dado de baja en 1986.

Indonesia: 8 unidades
- KRI Siliwangi (201):  exVolevoy, dado de baja en 1971,
- KRI Sarwadjala (204):  exVnezapnyy, dado de baja en 1971,
- KRI Sutan Iskandar Muda (304):  exBezzavetnyy, dado de baja en 1973,
- KRI Sandjaja (203):  exBespokoynyy, dado de baja en 1971,
- KRI Singamangaradja (202): exVyrazitielnyy, dado de baja en 1971,
- KRI Diponegoro (306):  exPylkiy, dado de baja en 1973,
- KRI Brawidjaja (307):  exBezzhalostnyy, dado de baja en 1973,
- KRI Sutan Darmuda (305):  exBoevoy, dado de baja en 1973

Polonia: 2 unidades
- ORP Grom (53): exSposobnyy, dado de baja en 1975.
- ORP Wicher (54): exSkoryy), dado de baja en 1975.